# Stade John Grün
Das Stade John Grün ist ein Fußballstadion in Bad Mondorf, Luxemburg. Es ist die Heimstätte des ortsansässigen Fußballvereins US Bad Mondorf und bietet Platz für 3.600 Zuschauer.
Neben einer überdachten Holztribüne mit ca. 500 Sitzplätzen und einer unüberdachten dreireihigen Sitzplatztribüne auf der Gegengeraden für etwa 300 Zuschauer verfügt das Stadion über ein großes Klubhaus inklusive Terrasse mit bestem Blick auf das Spielfeld, welches aus Naturrasen besteht.
Neben vier Flutlichtmasten hat das Stadion eine elektronische Anzeigentafel in Höhe der Mittellinie. Hinter der Haupttribüne steht noch ein Kunstrasenfeld zur Verfügung und ein großer Parkplatz für 200 Fahrzeuge vor dem Stadion.
Das Stadion war eines der sechs Austragungsorte der U-17-Fußball-Europameisterschaft 2006 in Luxemburg, hier fanden zwei Gruppenspiele und das Spiel um Platz 3 statt.
Seit 2000 findet hier jährlich am Osterwochenende der Jeff Strasser-Cup für Jugendmannschaften aus ganz Europa statt. Namengeber ist der ehemalige luxemburgische Nationalspieler und Fußballprofi Jeff Strasser, der aus Bad Mondorf stammt.

## Spiele zur UEFA U-17-EM 2006
| 3. Mai 2006 U-17 EM 2006, Gruppe A          |   |             |                 |
| Ungarn                                      | – | Russland    | 0:1 (0:0)       |
| 5. Mai 2006 U-17 EM 2006, Gruppe A          |   |             |                 |
| Luxemburg                                   | – | Ungarn      | 0:4 (0:1)       |
| 14. Mai 2006 U-17 EM 2006, Spiel um Platz 3 |   |             |                 |
| Spanien                                     | – | Deutschland | 4:3 (1:1) n. E. |